# Ла-Кома (Техас)
Ла-Кома (англ. La Coma) — переписна місцевість (CDP) в США, в окрузі Вебб штату Техас. Населення — 7 осіб (2020).

## Географія
Ла-Кома розташована за координатами 27°29′57″ пн. ш. 99°18′13″ зх. д. / 27.49917° пн. ш. 99.30361° зх. д. (27.499068, -99.303516).  За даними Бюро перепису населення США в 2010 році переписна місцевість мала площу 3,16 км², з яких 3,15 км² — суходіл та 0,00 км² — водойми.

## Демографія
Згідно з переписом 2010 року, у переписній місцевості мешкало 48 осіб у 13 домогосподарствах у складі 9 родин. Густота населення становила 15 осіб/км².  Було 23 помешкання (7/км²).
Расовий склад населення:
| - 100,0 % — білих |

До двох чи більше рас належало 0,0 %. Частка іспаномовних становила 97,9 % від усіх жителів.
За віковим діапазоном населення розподілялося таким чином: 33,3 % — особи молодші 18 років, 58,4 % — особи у віці 18—64 років, 8,3 % — особи у віці 65 років та старші. Медіана віку мешканця становила 30,5 року. На 100 осіб жіночої статі у переписній місцевості припадало 140,0 чоловіків;  на 100 жінок у віці від 18 років та старших — 146,2 чоловіків також старших 18 років.
Цивільне працевлаштоване населення становило 8 осіб. Основні галузі зайнятості: будівництво — 100,0 %.